# Torymus stom
Torymus stom är en stekelart som beskrevs av T.C. Narendran och Sudheer 2005. Torymus stom ingår i släktet Torymus och familjen gallglanssteklar. Inga underarter finns listade i Catalogue of Life.